# Plesiotrygon nana
A Plesiotrygon nana a porcos halak (Chondrichthyes) osztályának sasrájaalakúak (Myliobatiformes) rendjébe, ezen belül a folyamirája-félék (Potamotrygonidae) családjába tartozó faj.

## Előfordulása
A Plesiotrygon nana előfordulási területe Dél-Amerikában van. A perui Pachitea folyóban lelhető fel. Ez a folyó az Ucayali folyó egyik mellékfolyója, amely a Puerto Inca tartományban van.
A holotípus, illetve a paratípusok tárolószámai: MUSM 20328, MUSM 40243 (1) és 108777 (1).

## Megjelenése
A hím legfeljebb 24,7 centiméter hosszú. A háti része sötétszürke vagy sötétbarna; rajta drapp és sárga foltozások, valamint pontozások láthatók.

## Életmódja
Trópusi rája, amely a folyómedrek közelében él.